# Doeringiella potrerillensis
Doeringiella potrerillensis là một loài Hymenoptera trong họ Apidae. Loài này được Jensen-Haarup mô tả khoa học năm 1909.